# Włodzimierz Steyer
Włodzimierz Steyer (né le 15 juillet 1892 à Montréal - mort le 15 septembre 1957 à Gdańsk) est un contre-amiral polonais, commandant en chef de la marine polonaise entre 1947 et 1950.

## Biographie
Włodzimierz Steyer, écrivain sous le nom de plume de Brunon Dzimicz, est né le 15 juillet 1892 à Montréal. Il est le fils de Włodzimierz et Tekla Witołd-Aleksandrowicz. Peu après sa naissance, sa famille s'installe à Saint-Pétersbourg. En 1913 il termine le corps des cadets de la Marine ainsi que le cours d'artillerie navale. La même année il embarque sur le croiseur Askold en tant qu'officier d'artillerie. Il participe à son bord, à la Première Guerre mondiale, d'abord en Méditerranée, blessé en 1917, il continue à se battre en Finlande et à Mourmansk. 
En 1919 il entre dans la marine polonaise et reçoit son affectation dans le port de guerre fluvial de Modlin où il est l'adjoint du commandant. En 1920 il crée le III bataillon maritime à la tête duquel il part à la guerre soviéto-polonaise. Dans les années 1920-1921, il exerce la fonction de directeur des études à l'école navale, ensuite il devient commandant de la canonnière ORP Generał Haller. En 1924 il prend le commandement de la canonnière ORP Komendant Piłsudski, deux ans plus tard il est nommé commandant du torpilleur ORP Mazur. Il effectue un stage à l'École des officiers canonniers, à Toulon. Le 20 novembre 1926 il est mis au repos à sa demande. Le 20 juin 1927, il reprend du service en tant que chef du département de l'artillerie et de l'armement au quartier général de la marine. Ensuite il devient commandant du croiseur protégé ORP Bałtyk avant de prendre le commandement de la Flottille école. Du 14 avril 1933 jusqu'au 1er juin 1935 il commande la Flottille de contre-torpilleurs. Dans les années 1935 - 1936 il exerce la fonction du commandant du Centre de formation des spécialistes de la marine (Centrum Wyszkolenia Specjalistów Floty) avant de devenir commandant du port de Gdynia. Pendant ce temps, il dirige la commission de réception des dragueur de mines et des navires ORP Grom, ORP Gryf et ORP Błyskawica.
À partir de 1937, il commande la région fortifiée de Hel (Rejon Umocniony Hel). Pendant la campagne de Pologne, il mène la défense de la péninsule de Hel. Le 1er octobre 1939, il participe au briefing chez le commandant en chef de la marine Józef Unrug au cours duquel est prise la décision de capituler. Fait prisonnier, il est détenu aux oflags suivants : Oflag XB de Nienburg/Weser, Oflag XVIIC de Spittal an der Drau, Oflag IIC de Woldenberg et Oflag XC de Lübeck. Il est libéré en 1945.
Après la fin des hostilités il revient au pays et se voit incorporé dans la Marine de guerre. Il est nommé commandant du port de Gdynia. En 1946 il est chef de mission navale à Moscou et signe un accord en vertu duquel l'URSS cède à la Pologne 23 navires. Ensuite il commande la zone navale de Szczecin, depuis la base de Świnoujście. En 1947, il devient commandant en chef de la marine polonaise. En 1949 il propose de concentrer les forces navales à Gdynia car l'approvisionnement et les réparations à Świnoujście posent des sérieuses difficultés. Il fait venir des conseillers soviétiques et allonge le service militaire dans la marine à 5 ans. L'ascension du stalinisme en Pologne met fin à sa carrière. En 1950 il n'autorise pas les services de sécurité à arrêter le capitaine de corvette Zbigniew Węglarz, commandant de l'ORP Błyskawica. Pour cette raison il est limogé avec effet immédiat et ne reçoit qu'une pension de retraite modeste. Obligé de trouver un autre revenu, il travaille à la banque PKO d'abord à Gdynia puis à Ostrołęka. Pendant le dégel de 1956, il reçoit un appartement à Gdańsk Wrzeszcz.
Parallèlement à sa carrière d'officier de marine, il se lance dans les années 1930 dans la littérature maritime. Il écrit d'abord sous le nom de plume Brunon Dzimicz et à partir de 1947 il signe ses ouvrages de son vrai nom.
Włodzimierz Steyer s'éteint le 15 septembre 1957 à l'hôpital de la marine de guerre à Gdańsk. Il est enterré avec les honneurs militaires au Cimetière de défenseurs du littoral à Redłowo.

## Promotions militaires
| aspirant (Мичман)                                           | 1913 (Empire russe) |
| enseigne de vaisseau de deuxième classe (Лейтенант)         | (Empire russe)      |
| enseigne de vaisseau de première classe (Капитан-лейтенант) | 1917 (Empire russe) |
| lieutenant de vaisseau (kapitan)                            | 1919 (Pologne)      |
| capitaine de corvette (komandor podporucznik)               | 1921 (Pologne)      |
| capitaine de frégate (komandor porucznik)                   | 1932 (Pologne)      |
| capitaine de vaisseau (komandor)                            | 1938 (Pologne)      |
| contre-amiral (kontradmirał)                                | 1946 (Pologne)      |

## Décorations
- Croix d'argent de l'Ordre militaire de Virtuti Militari 1945
- Croix de Chevalier de l'Ordre Polonia Restituta 1935
- Croix d'Officier de l'Ordre Polonia Restituta 1946
- Croix de Commandeur de l'Ordre Polonia Restituta 1948
- Croix de l'Indépendance
- Médaille du 10e anniversaire de l'indépendance (1928)
- Chevalier de la Légion d'honneur
- Croix de guerre avec palme (1915)
- Croix de guerre avec étoile (1926)
- Victory Medal
- Médaille générale du service (1919)
- Croix d'Officier de l'Ordre de la Couronne d'Italie (1925)

## Œuvres
- "Samotny krążownik" (1934)
- "Skaza marynarska" (1937)
- "Eskadra niescalona" (1939)
- "Przygody mata Moreli" (1947)
- "Samotny półwysep" (1957)

## Postérité
En hommage à Włodzimierz Steyer, son nom est donné à :
- la 9e flottille de défense côtière à Hel
- l'école primaire de Krokowa
- l'école primaire de Władysławowo
- et à des rues dans les villes suivantes :Gdynia, Ostrołęka, Hel, Władysławowo, Puck et Świnoujście.